# Apoštolský delegát

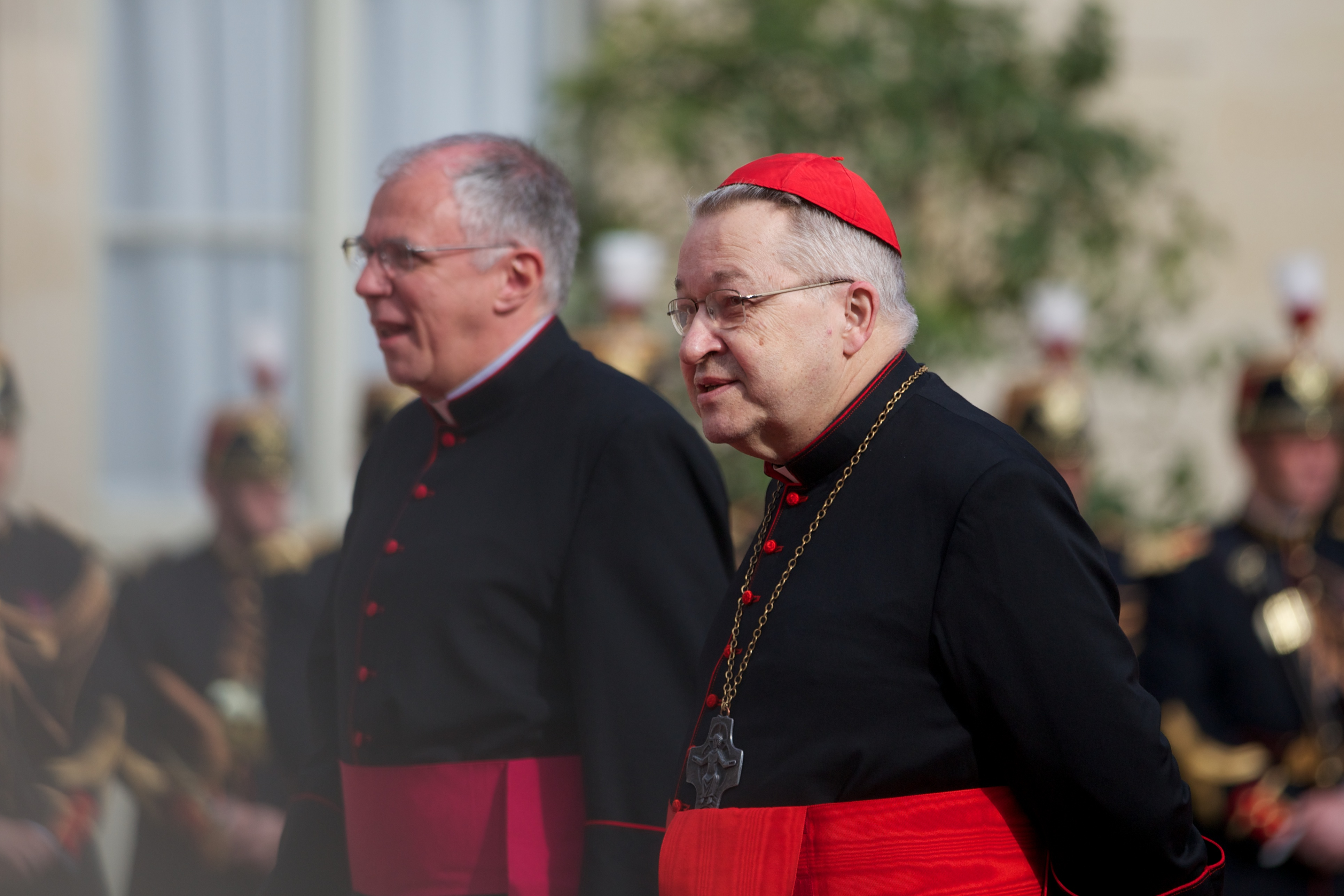
Mons. A. Hérouard, apoštolský delegát pro správu Svatyně Panny Marie Lurdské (vlevo) a kardinál A. Vingt-Trois (Elysejský palác, 2012)

Apoštolský delegát je reprezentant Apoštolského stolce bez diplomatického statusu. Může být též pověřen plněním krátkodobého nebo dlouhodobého úkolu jménem papeže.

## Charakteristika
Apoštolský delegát je vysílán do zemí, s nimiž Vatikán neudržuje diplomatické styky. Jeho úlohou je udržovat styk s místní církevní hierarchií (přičemž se nesmí vměšovat do výkonu místních biskupů), avšak nemá žádného nároku jednat s vládou hostující země. Krom toho se zajímá o situaci církve v dané zemi či regionu a shromažďuje či předává relevantní informace (jak od Svatého stolce, tak jemu). Apoštolský delegát též může být papežem určen pro dohled nad správou např. řeholního řádu nebo poutního místa.